# Pradera montana de los Drakensberg
La pradera montana de los Drakensberg es una ecorregión de la ecozona afrotropical, definida por WWF, y que se extiende por África austral, entre Sudáfrica, Suazilandia y Lesoto. Está incluida en la lista Global 200.

## Descripción
Es una ecorregión de pradera de montaña que ocupa una superficie de 202.200 kilómetros cuadrados a lo largo de las áreas de altitud media de los montes Drakensberg, en Suazilandia y el este de Sudáfrica, y las zonas bajas de la meseta de Lesoto. La altitud de la ecorregión varía entre 1.800 y 2.500 m s. n. m. A mayor altitud se encuentra la pradera altimontana de los Drakensberg. Por debajo de los 1.800 metros, limita con la sabana arbolada de África austral al norte, la sabana arbolada de mopane del Zambeze al noreste, la selva mosaico costera de Maputaland al este, el matorral de Maputaland-Pondoland y la selva mosaico costera de KwaZulu y El Cabo al sureste, la selva montana de Knysna y los montes Amatole al sur, el matorral de Albany al suroeste, el Karoo nama al oeste y la pradera del Alto Veld al noroeste.
El clima es frío y húmedo, aunque en la meseta de Lesoto puede haber sequías. Las precipitaciones anuales oscilan entre 450 mm en el suroeste y 1900 en las zonas más elevadas. Las heladas son frecuentes.

## Flora
La vegetación dominante es la pradera de montaña, pero también alberga algunos de los escasos bosques de coníferas de África.

## Fauna
La avifauna es rica. Es el único lugar de África austral donde aún sobrevive el quebrantahuesos (Gypaetus barbatus).
La ecorregión alberga algunas de las mayores poblaciones de ungulados de África austral, con especies como el eland de El Cabo (Taurotragus oryx), redunca común (Redunca arundinum), redunca de montaña (Redunca fulvorufula), antílope del Vaal (Pelea capreolus), ñu de cola blanca (Connochaetes gnou) y el oribi (Ourebia ourebi).

## Endemismos
El número de especies vegetales endémicas es alto. 
Entre los animales no lo es tanto, salvo en los reptiles: se conocen 24 especies endémicas, muchas de ellas descubiertas a finales del siglo XX.
Solo se conoce una especie endémica de anfibio, la rana Breviceps sylvestris, y dos de mamífero: la musaraña Myosorex tenuis y el topo dorado Ambloysomus gunningi.

## Estado de conservación
En peligro crítico. Gran parte de la región se ha degradado por la agricultura, de deforestación, la tala, el pastoreo y el fuego.

## Protección
Menos del 1% de la ecorregión se encuentra protegida. Los siguientes espacios protegidos se encuentran en Sudáfrica:
- parque nacional Mountain Zebra
- Reserva de Caza Hluhluwe-Umfolozi
- Reserva Natural Coleford
- Reserva Natural Himeville
- Reserva Natural Giants Castle
- Reserva Natural Blyde River Canyon
- Reserva Natural Gustaf Klingiel
- Reserva Natural del Monte Sheba
- Reserva Natural Pilgrims Rest